# Franco Lo Piparo
Franco Lo Piparo (Bagheria, 21 aprile 1946) è un linguista italiano.

## Biografia
Professore incaricato dal 1972 di Linguistica generale all'università di Catania, dal 1976 è Docente prima di Linguistica e dal 1980 anche di Filosofia del linguaggio all'Università di Palermo. È stato Presidente del Corso di laurea in Filosofia della Facoltà di Lettere. Dal 2000 al 2004 è stato Presidente della Società italiana di Filosofia del Linguaggio
Ha sviluppato interessi specifici per la lingua siciliana e per il contributo glottologico di Antonio Gramsci. Dirige la collana "Osservatorio linguistico siciliano" del Centro di studi filologici e linguistici siciliani.
Nel 2018 diviene professore emerito dell'Università di Palermo. Collabora con il quotidiano il Foglio.

## Opere principali
- Linguaggi, macchine e formalizzazione, Bologna, Il Mulino, 1974.
- Lingua, intellettuali, egemonia in Gramsci, Roma-Bari, Laterza, 1979.
- La Sicilia linguistica oggi, Palermo, Centro studi filologici e linguistici siciliani, 1990
- Aristotele e il linguaggio: cosa fa di una lingua una lingua, Roma-Bari, Laterza, 2003 (5ª ed., 2011).
- Filosofia, lingua, politica, Bonanno editore, 2004
- I due carceri di Gramsci: la prigione fascista e il labirinto comunista, Roma, Donzelli, 2012 (Premio Viareggio;[3] trad. francese: Les deux prisons de Gramsci, Paris, CNRS éditions, 2014).
- L' enigma del quaderno: la caccia ai manoscritti dopo la morte di Gramsci, Roma, Donzelli, 2013.
- Il professor Gramsci e Wittgenstein: il linguaggio e il potere, Roma, Donzelli, 2014.